# La Gorra de Cop (setmanari)
|  | Aquest article tracta sobre setmanari humorístic del segle XIX. Si cerqueu el barret de palla per a protegir els nens, vegeu «gorra de cop». |

La Gorra de Cop va ser un setmanari català il·lustrat de caràcter satíric i humorístic que es va publicar entre els anys 1875 i 1876. En format de fulletó, el seu fundador i principal col·laborador va ser Josep Verdú i Feliu.

## Contingut, estructura i col·laboradors
La revista va sorgir en el context de l'inici de la Restauració borbònica espanyola i va ser un intent del mateix Verdú per refer-se del fracàs de La Fantasma Groga, publicació que havia fundat prèviament i que va fracassar en publicar-se únicament tres números per problemes econòmics.
Estructurada en quatre pàgines a tres columnes cadascuna, La Gorra de Cop pertanyia al partit Partit Republicà Progressista i era especialment crítica amb el carlisme. De caràcter local a Barcelona, va publicar força contes i investigacions poètiques, i presentava tot sovint innovacions a les quals Josep Verdú era aficionat.
La redacció i l'administració van començar juntes a Rambla d’Estudis Nº5 durant els dos primers números. A partir de la tercera publicació fins a la vuitena la redacció de la revista es va traslladar al carrer Semoleras Nº5. Durant els sis últims números, la redacció va tornar a ubicar-se amb l’administració, a causa d’un canvi a l'estructura jeràrquica del setmanari.
Els textos que s'incloïen en les columnes estaven escrits en vers, en forma de petits poemes, o en prosa, en forma de diàlegs o contes.

### Estructura i seccions
El principi de la revista tenia una estructura més lliure, tot i que en la majoria dels números començava amb l’apartat Advertencia, on es donaven alguns avisos importants.
A les primeres pàgines de la revista hi havia algunes seccions que es repetien. Revista era una secció on s'explicaven novetats, sobretot de cultura, era com una mena de notícies breus. Literatura de Carreró va incorporar-se a partir del cinquè número i exposava casos de rètols i anuncis del carrer que resultaven còmics o irònics i casos on hi havia faltes greus d’ortografia. El setmanari va publicar durant els set primers números el Cuento Fantastich de Lo barber d’Almoster.
A la quarta pàgina hi apareixien les seccions dedicades als passatemps. A Xibarri s'explicaven acudits, a Xaradas es feien jocs de paraules, a Epígramas es podien llegir poemes breus, Endevinallas i Cantarellas. Al final del número hi havia un apartat on s'establia una relació amb els lectors anomenada Correspondencia i, Reclam on publicaven anuncis
A partir del número 9 es va afegir una secció on es feien precs als lectors, com per exemple, que deixessin d’enviar contingut a la revista perquè ja en tenien massa.

### Col·laboradors
Va comptar amb col·laboradors com Josep Garriga, Abelard Coma, Salvador Cort i Josep Llorens (entre altres), tot i que la majoria de números estaven pràcticament escrits per Verdú (donat que sempre calia omplir buits i ocupar espais que no ompliria ningú més). Les il·lustracions que s'hi veien eren normalment de Jaume Pahissa i Laporta.
| Càrrec                    |                                                                    |
| ------------------------- | ------------------------------------------------------------------ |
| Director                  | Josep Verdú i Feliu                                                |
| Il·lustrador              | Jaume Pahissa i Laporta                                            |
| Principals col·laboradors | Josep Verdú Abelard Coma Salvador Cort Josep Llorens Josep Garriga |

## Publicacions
El primer número es va publicar el 24 d'octubre de 1875 i l'article de presentació del setmanari va ser el següent:
| «                                      | L’Exm Senyor Ministre de la Gobernació ab fetxa 4 del present comunicá al Exm. Senyor Governadors Civil de la Provincia un ofici per lo qual s'autoritza la publicació de “LA GORRA DE COP”, accedint á la instancia elevada per eixa redacció. Lo anomenat Exm. Senyor Gobernador Civil nos doná trasllat de dita comunicació en ofici del dia 12. Complertas, donchs, totas las formalitats legals nos apresurem á sortir á llum. Saludem carinyosament á tots nostres colegas y especialment á tots aquells que s'han ocupat de nosaltres, entre los quals recordem á “La Correspondencia de España” “El Diario de Barcelona” “La Renaxensa” etc. A tots ells los donem mil gracias. | » |
| — La Redacció, La Gorra de Cop, núm. 1 | |   |

A més, es justificava el nom del setmanari amb el text següent:
| «                                      | Si fossim com els gats, que cahuen sempre de peus, o com los pobres, que cauhen sempre de c...ert modo, o com las donas que cahuen de totas maneras, podriam prescindir d'aquella especie de paracaídas; pero nosaltres som noys y com tenim lo cap molt grós, indici segur de la nostra sabiduria, no podem caurer mes que de cap, y d'aquí la necessitat de provehirnos de La Gorra de Cop. | » |
| — La Redacció, La Gorra de Cop, núm. 1 | |   |

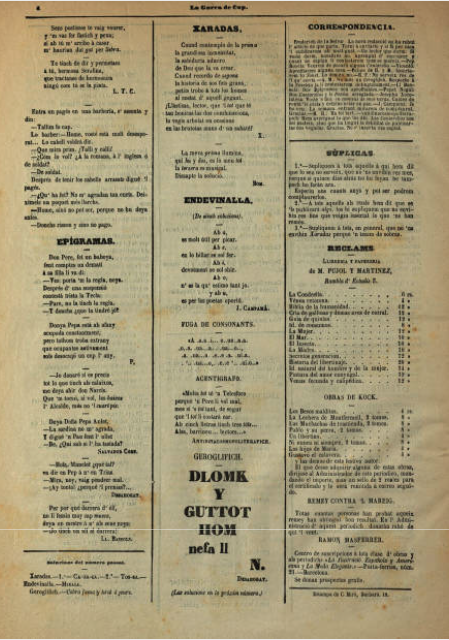
Pàgina 4 del número 11 (2 de gener de 1876), en què hi apareixen endevinalles, epigrames i reclams, entre d'altres.

En total, se'n van publicar només 14 números durant 4 mesos i amb un preu de venda obligat de 2 quartos. A causa del seu poc èxit i a la inviabilitat econòmica que comportava, La Gorra de Cop va llançar la seva darrera edició el 29 de gener de 1876.
Actualment se'n troben exemplars digitalitzats de totes les tirades a l'Arxiu de Revistes Catalanes Antigues de la Memòria Digital de Catalunya i se'n conserven en paper a la Biblioteca Nacional de Catalunya.